# Fritz Laband
Fritz Laband (1. november 1925 – 3. januar 1982) var en tysk fodboldspiller, der som forsvarsspiller på det vesttyske landshold var med til at vinde guld ved VM i 1954 i Schweiz, efter den sensationelle 3-2 sejr i finalen over storfavoritterne fra Ungarn. Han spillede tre af tyskernes seks kampe under turneringen. I alt nåede han at spille fire landskampe.
Laband var på klubplan tilknyttet blandt andet Hamburger SV og Werder Bremen.